# Titles Deprivation Act 1917
De Titles Deprivation Act (Nederlands: Titelontnemingswet; volledige naam: An Act to deprive Enemy Peers and Princes of British Dignities and Titles) is een Britse wet uit 1917. Hiermee konden privileges en titels ontnomen worden van personen met een Britse adellijke titel die tijdens de Eerste Wereldoorlog tegen het Britse Rijk hadden gevochten. Op 8 november 1917 werd de wet ondertekend door koning George V.

## Achtergrond
Koningin Victoria was in 1840 gehuwd met prins Albert van Saksen-Coburg-Gotha, wiens Duitse titels werden geërfd door de nakomelingen van hun jongste zoon Leopold. Victoria’s oudste dochter, ook Victoria geheten, was getrouwd met de Duitse keizer Frederik III. Hierdoor kwam het dat de Britse koninklijke familie aan de vooravond van de Eerste Wereldoorlog nauw verwant was aan haar Duitse vijanden. George V was een neef van keizer Wilhelm II van Duitsland en hertog Karel Eduard van Saksen-Coburg-Gotha.  Een andere Duitse verwant was kroonprins Ernst August van Hannover, 3e hertog van Cumberland en Teviotdale. Hij was een nakomeling van koning George III en daardoor ook prins van Groot-Brittannië en Ierland.
Een aantal Duitse adellijke families had ook Britse koninklijke of adellijke titels. In 1915 werd een aantal Duitsers al uit de Orde van de Kousenband gezet door de koning. Adellijke titels konden echter alleen ontnomen worden door goedkeuring van het parlement. Daarom werd in 1917 de Titles Deprivation Act aangenomen.

## Ontnomen titels
De koning stelde een commissie samen die moest onderzoeken van welke Duitse titeldragers de titel afgenomen moest worden. In augustus 1918 werden de bevindingen van de commissie aan de koning gepresenteerd en op 28 maart 1919 ontnam hij de volgende personen hun titel(s):
- hertog Karel Eduard van Saksen-Coburg-Gotha (hertog van Albany, graaf van Clarence en prins van het Verenigd Koninkrijk),
- kroonprins Ernst August van Hannover (hertog van Cumberland en Teviotdale, graaf van Armagh en prins van het Verenigd Koninkrijk),
- hertog Ernst August van Brunswijk (graaf van Armagh en prins van het Verenigd Koninkrijk),
- Hendrik von Taaffe (12e burggraaf Taaffe).